# SH3GL3
SH3GL3 (англ. SH3 domain containing GRB2 like 3, endophilin A3) – білок, який кодується однойменним геном, розташованим у людей на короткому плечі 15-ї хромосоми. Довжина поліпептидного ланцюга білка становить 347 амінокислот, а молекулярна маса — 39 285.
| 10         |  | 20         |  | 30         |  | 40         |  | 50         |
| ---------- |  | ---------- |  | ---------- |  | ---------- |  | ---------- |
| MSVAGLKKQF |  | HKASQLFSEK |  | ISGAEGTKLD |  | DEFLDMERKI |  | DVTNKVVAEI |
| LSKTTEYLQP |  | NPAYRAKLGM |  | LNTVSKIRGQ |  | VKTTGYPQTE |  | GLLGDCMLKY |
| GKELGEDSTF |  | GNALIEVGES |  | MKLMAEVKDS |  | LDINVKQTFI |  | DPLQLLQDKD |
| LKEIGHHLKK |  | LEGRRLDYDY |  | KKKRVGKIPD |  | EEVRQAVEKF |  | EESKELAERS |
| MFNFLENDVE |  | QVSQLAVFIE |  | AALDYHRQST |  | EILQELQSKL |  | QMRISAASSV |
| PRREYKPRPV |  | KRSSSELNGV |  | STTSVVKTTG |  | SNIPMDQPCC |  | RGLYDFEPEN |
| QGELGFKEGD |  | IITLTNQIDE |  | NWYEGMIHGE |  | SGFFPINYVE |  | VIVPLPQ    |

A: Аланін

C: Цистеїн

D: Аспарагінова кислота

E: Глутамінова кислота

F: Фенілаланін

G: Гліцин

H: Гістидин

I: Ізолейцин

K: Лізин

L: Лейцин

M: Метіонін

N: Аспарагін

P: Пролін

Q: Глутамін

R: Аргінін

S: Серин

T: Треонін

V: Валін

W: Триптофан

Кодований геном білок за функцією належить до фосфопротеїнів. 
Задіяний у таких біологічних процесах, як ендоцитоз, альтернативний сплайсинг. 
Білок має сайт для зв'язування з ліпідами. 
Локалізований у цитоплазмі, мембрані, ендосомах.